# Домовый воробей
Домо́вый воробе́й (лат. Passer domesticus) — наиболее распространённый вид из рода настоящих воробьёв (Passer) семейства воробьиных (Passeridae). Одна из самых известных птиц, обитающая по соседству с жилищем человека (отсюда её видовое название «домовый») и хорошо узнаваемая как по внешнему виду, так и по характерному чириканью.

## Биологическое описание

### Внешний вид
Длина тела составляет 14—18 см, масса — 21—37 г. Общая окраска оперения — сверху коричневато-бурая, ржавчинного цвета с чёрными пятнами, снизу беловатая или серая. Щёки белые, ушная область бледно-серая. Крылья с желтовато-белой поперечной полосой. Самец отличается от самки наличием большого чёрного пятна («галстука»), охватывающего подбородок, горло, зоб и верхнюю часть груди, а также тёмно-серым (а не тёмно-бурым) верхом головы. У самки голова и горло серые, а над глазом имеется бледная серо-жёлтая полоса.

### Распространение
Прежде область обитания домового воробья ограничивалась Северной Европой. Впоследствии широко распространился в Европе и Азии (за исключением Арктики, северо-восточных, юго-восточных и центральных районов Азии), а также в Северной и Восточной Африке, Сенегале, Малой Азии, на Аравийском полуострове и острове Ява. В Италии обитает близкий вид — итальянский воробей.
Начиная с XX века был завезён в разные страны, широко там расселился и в настоящее время, кроме указанных выше мест, обитает также в Южной Африке, Австралии, Новой Зеландии, Северной и Южной Америке и на многих островах.
Почти повсеместно является оседлой птицей, дальше 2—3 км от своего поселения обычно не улетает, лишь из некоторых частей ареала (Средняя Азия) на зиму улетает в Переднюю Азию и Индию. При неблагоприятных условиях, из крайних северных районов может откочевывать на юг или в другие регионы.
Следуя за жильём человека, проник далеко на север в несвойственную для него зону лесотундры и даже тундры — до Мурманской области, устья Печоры, севера Якутии. В северных поселениях (Салехард, Берёзово) домовые воробьи неоднократно полностью вымирали в холодные зимы, но затем снова появлялись. В Воркуте, по сообщениям биологов, в 1950-х годах жили всего около 50 пар воробьёв, зимой они удерживались благодаря тому, что жили в котельной теплоцентрали, а вылетали покормиться на короткое время к ближайшей столовой. В 1970е годы воробьи прижились в ещё более экстремальных условиях - в посёлке Хальмер-Ю севернее Воркуты (они прибыли в крытом товарном вагоне поезда и затем обосновались под крышей механического цеха).
Согласно оценкам, опубликованным в 2021 году, домовый воробей — самый распространённый вид птиц, который насчитывает 1,6 млрд особей.

### Образ жизни
Будучи синантропным видом — постоянным сожителем человека, домовый воробей хорошо приспособлен к жизни в обстановке, меняющейся под воздействием хозяйственной деятельности человека.
Воробья равно можно встретить в сельской и городской местности, в поселениях Крайнего Севера и Средней Азии. Впрочем, в Средней Азии и на юге Казахстана, помимо оседлого домового воробья, обитает перелётный индийский воробей (Passer domesticus indicus, подвид домового), который держится обычно подальше от человеческого жилья, часто гнездится в смешанных колониях с черногрудым воробьём.
Широкому распространению воробья на север и на юг вслед за расширением хлебопашества способствует его высокая плодовитость.
Домовый воробей ведёт оседлый образ жизни, чему благоприятствуют условия для гнездования и обильный корм в поселениях человека.

### Питание
Питается в основном растительной пищей, весной и летом частично насекомыми, которыми также вскармливает птенцов.
В рацион воробья входят семена сельскохозяйственных культур, отбросы различных продуктов, которые он подбирает в человеческих поселениях, хлебные злаки в полях, ягоды вишни, смородины, винограда в садах, весной цветочные почки, осенью семена сорняков. При отсутствии поблизости полей, вылетает кормиться на луга, опушки лесов и в степи, где собирает семена дикорастущих трав и иногда ловит насекомых. На полях часто кормится в смешанных стаях с полевым воробьём, в Средней Азии также с черногрудым.

### Размножение
Гнездится воробей отдельными парами, но иногда и колониями, поселяясь непосредственно у жилья человека или вблизи его поселений. На юге ареала нередко строит гнёзда в стороне от них — в древесных и кустарниковых насаждениях, в оврагах, по крутым глинистым обрывам по соседству с полями.
Гнёзда устраивает в разнообразных местах — в щелях строений, на чердаках, в норах глинистых и меловых оврагов, в стенках гнёзд крупных птиц (цапель, аистов, орлов), в дуплах деревьев, может занимать скворечники и норы береговых ласточек. Формально относится к категории птиц-дуплогнёздников. На юге нередко сооружает гнёзда открыто, на ветвях различных деревьев.
По ряду наблюдений, воробьи образуют пары фактически на всю жизнь. Продолжительность жизни у них не очень длинная: хотя отмечали и 9-, и 11-летних воробьёв, большинство их не доживает и до 4 лет. Много молодых птиц гибнет ещё в первую зиму, так что средняя продолжительность жизни воробьёв составляет 9—21 месяц.
Гнездо, в постройке которого участвуют оба пола, представляет собой грубое сооружение из соломинок, мочалок, сухих травинок, пёрышек, с небольшим углублением посредине. Гнёзда, устроенные на ветвях, крупные, в виде неправильного шара с толстыми стенками из травянистых растений и боковым входом.
Домовые воробьи приступают к размножению рано. В средней полосе России предбрачное оживление начинается в марте, иногда в феврале, и сопровождается криками и драками. Во второй половине марта птицы разбиваются на пары и приступают к постройке гнёзд; откладывание яиц происходит в апреле.
Кладка состоит из 4—10, чаще 5—7, белых яиц с буроватыми крапинками и пятнами, насиживание которых занимает 11—13 дней.
Птенцов выкармливают самец и самка, преимущественно насекомыми. Через 10 дней после вылупления (в средней полосе в конце мая — начале июня) птенцы вылетают из гнезда.
- Спаривание
- Кладка яиц
- Воробьи относятся к птенцовым птицам: их птенцы вылупляются беспомощными
- Подросший птенец (слёток)
- Молодая особь

Воробьи весьма плодовиты и в течение лета выводят два (на севере) или три (на юге) выводка. Второе откладывание яиц происходит во второй половине июня, вылет птенцов — в июле. В августе воробьи покидают гнезда, чтобы дать им очиститься от паразитов, и ночуют в кронах деревьев.
Выводки обычно сбиваются в стаи, образуя иногда скопления до нескольких тысяч особей, и летают кормиться на поля. В этот период происходят расселение и кочевки воробьев.
Поздней осенью наблюдается абортивный половой цикл, когда птицы вновь оживлённо чирикают, самцы ухаживают за самками и таскают в гнездо строительный материал. Подновлённые таким образом гнёзда служат зимой убежищем от ночных холодов. По итогам учётов птиц на Русской равнине выяснилось, что самцов домового воробья обычно значительно больше (примерно в 1,5 раза), чем самок. Поэтому осенью холостые самцы активно ищут себе свободную подругу на следующий сезон.
В природе иногда образует гибриды с близкими видами: черногрудым (испанским) и, очень редко, с полевым воробьём. Гибридизации с полевым воробьём, возможно, препятствует то, что окраска самок полевого воробья похожа на окраску самцов домового воробья.

## Таксономия
Первоначальное название вида, Fringilla domestica, дано Линнеем, который относил домового воробья к роду зябликов (Fringilla).

### Подвиды
Насчитывают 12 подвидов домового воробья:
- Passer domesticus bactrianus Zarudny & Kudashev, 1916
- Passer domesticus balearoibericus von Jordans, 1923
- Passer domesticus biblicus Hartert, 1904
- Passer domesticus domesticus (Linnaeus, 1758)
- Passer domesticus hufufae Ticehurst & Cheesman, 1924
- Passer domesticus hyrcanus Zarudny & Kudashev, 1916
- Passer domesticus indicus Jardine & Selby, 1831
- Passer domesticus niloticus Nicoll & Bonhote, 1909
- Passer domesticus parkini Whistler, 1920
- Passer domesticus persicus Zarudny & Kudashev, 1916
- Passer domesticus rufidorsalis Brehm, 1855
- Passer domesticus tingitanus Loche, 1867

Ранее индийского воробья, распространённого в Средней Азии, сходного по окраске с домовым, но перелётного и менее синантропного, рассматривали в качестве самостоятельного вида (P. indicus).

## Генетика
Кариотип: 76—78 хромосом (2n).
Молекулярная генетика
- Депонированные нуклеотидные последовательности в базе данных EntrezNucleotide, GenBank, NCBI, США: 2323 (по состоянию на 29 марта 2021).
- Депонированные последовательности белков в базе данных EntrezProtein, GenBank, NCBI, США: 983 (по состоянию на 29 марта 2021).

Домовому воробью — как генетически наиболее изученному представителю всего семейства воробьиных — принадлежит бо́льшая часть депонированных последовательностей в роде Passer и в семействе в целом.
Геном: 1,26—1,57 пг (C-value).
Домовый воробей 11 тысяч лет назад стал распространяться по Европе и Азии с Ближнего Востока, в это же время отделился подвид P. domesticus bactrianus. У домовых воробьев присутствует вариант гена AMY2A, который обусловливает синтез более эффективной формы альфа-амилазы поджелудочной железы, что позволяет разлагать длинные молекулы крахмала на более короткие.

## Люди и воробьи
Отношение у человека к воробьям, способным приносить как пользу, так и вред, варьирует соответственно от весьма позитивного до негативного.
Иногда воробьи могут являться переносчиками различных вредителей и возбудителей некоторых заболеваний. Перелетая с одного элеватора на другой, они могут переносить на своём оперении опасных вредителей зерна — амбарных клещей. Кроме того, воробьи могут распространять болезни домашних птиц: птичью оспу, птичью дифтерию и некоторые другие. В Китае в 2004 году, когда вирус птичьего гриппа H5N1 был впервые обнаружен в стране, были протестированы 38 воробьёв, и в некоторых образцах был найден опасный вирус.
В летнее время местами, особенно на юге, где воробьи многочисленны, они могут приносить ощутимый вред созревающим зерновым культурам (хлеба, рис, горох), а также ягодам (вишни, виноград), подсолнечнику и конопле.
В советское время в Средней Азии злостным вредителем зерновых считался индийский воробей, подвид домового, и с ним велась борьба отравленными приманками. На юге Средней Азии численность номинативного (оседлого) домового воробья — небольшая и вредителем он не считается.
В остальные сезоны вред от них незначителен. Во время выведения птенцов воробьи приносят несомненную пользу, истребляя множество вредных насекомых, особенно там, где мало других насекомоядных птиц. Истребление воробья в какой-либо местности всегда сопровождается чрезвычайно сильным размножением вредных насекомых. В питании воробья осенью большую долю занимают семена сорняков. Сами по себе воробьи являются кормом для полезных хищных птиц.
Широко известна кампания по уничтожению воробьёв как вредителей сельского хозяйства, проведённая в Китае в 1950-е годы. В Китае обитает близкий родственник домового воробья — полевой воробей, который живёт и в городах. В ходе развёрнутой в марте-апреле 1958 года кампании, только за три дня в Пекине и Шанхае было уничтожено 900 тыс. птиц, а к первой декаде ноября того же года в Китае, по неполной статистике, было истреблено 1,96 млрд полевых воробьёв и других мелких птиц. Однако эта борьба привела к массовому распространению насекомых-вредителей (саранчи и прочих) весной и летом 1959 года в городах и, особенно, в сельской местности. 18 марта 1960 года Мао Цзэдуном было принято личное решение о приостановке борьбы с воробьями. Воробьи в Шанхае, по свидетельству очевидца, встречаются сейчас очень редко.
Известны памятники воробью, сооружённые человеком в знак благодарности за помощь со стороны этой птицы в борьбе против насекомых-вредителей. Первый такой памятник был воздвигнут в середине XIX века в Бостоне. В 2003 году аналогичный монумент был установлен республиканской общественной организацией «Охрана птиц Беларуси» в городе Барановичи в рамках национальной кампании «Домовый воробей — птица 2003 года».
Мясо воробья твёрдо и безвкусно, потому редко употребляется в пищу.
Воробьёв иногда содержат в клетках любители певчих птиц, при выращивании из птенцов они становятся ручными. Сложность в том, что птенцов требуется кормить насекомыми. При совместном содержании с другими певчими птицами обучаются их пению. Писатель-натуралист Э. Сетон-Томпсон описывает историю самца воробья, которого высидели и вырастили домашние канарейки из воробьиного яйца, подложенного в их гнездо. Самец воробья смог обучиться пению самцов канареек. Если ему не удавалось превзойти кенара в певческом таланте, то он в драке старался заставить конкурента умолкнуть.

### Исчезновение воробьёв
Существует мнение, что домовый воробей как один из самых ближайших пернатых соседей человека может выступать в роли «биологического индикатора», и по состоянию популяции этого вида можно судить об изменениях в окружающей среде. К началу XXI века общеевропейская популяция домового воробья значительно сократилась, а в ряде стран этот вид оказался на грани исчезновения. Так, с середины 1980-х годов популяция воробьёв в Чехии уменьшилась на 75 %, в Великобритании — на 68 %, причём в крупных городах Британии они практически исчезли. Основная причина — благоустройство городов, особенно частый покос газонов, уничтожающий среду обитания насекомых — основной пищи, которой воробьи кормят своих птенцов. Вредят также болезни, вызванные высоким содержанием пестицидов в злаках, исчезновение мест гнездования в городах из-за их реконструкции, уменьшение зелёных городских зон и уничтожение деревьев и кустарников, что опять-таки ведёт к гибели насекомых, необходимых для выкармливания птенцов.
В то же время в Австралии численность завезённых из Старого Света воробьёв постоянно растёт, что грозит серьёзно нарушить экологический баланс на континенте. В связи с этим в этой стране практикуется отстрел диких воробьёв, но особого успеха он не приносит.

## В культуре и технике
Невозможно перечислить все примеры встречаемости воробья в культуре; ниже даны лишь некоторые из них:
- В своем стихотворении «Гимн Афродите» древнегреческая поэтесса Сапфо описывает колесницу богини любви, как запряжённую воробьями.
- Наиболее популярные стихотворения, посвящённые воробьям и вызвавшие множество подражаний (Овидий, Джон Скелтон, Дельвиг, А. Востоков и проч.)[35] и живописных произведений (многочисленные картины «Лесбия с воробьём»), написаны древнеримским поэтом Катуллом, воспевавшим («К воробью Лесбии» и «На смерть воробья Лесбии») домашнюю птичку своей возлюбленной Лесбии. Любопытно, что в честь воробья Лесбии получил своё имя небольшой род Lesbia в семействе колибри.
- В Новом Завете Иисус говорит, что даже воробей не может упасть с неба без воли господней (Лука 12:6; Матфей 10:29).
- В книге Ло Гуаньчжуна «Троецарствие» рассказывается, как императрица увидела во сне яшмового воробья и родила Шуня, а также рассказывается о находке статуи бронзового воробья[36].
- В рассказах летописей о том, как княгиня Ольга отомстила за смерть мужа, воробьи (наряду с голубями) выступают одним из инструментов — правительница попросила у своих врагов дани: по несколько птиц от каждого дома, затем привязала к каждому из них горящую паклю и выпустила их на свободу. Птицы вернулись под родные кровли и таким образом сожгли город дотла.
- В рассказе Куприна «Воробей» эта птица прилетает на свежую могилу и выступает символом молодой жизни, вызывая у героя противоречивые чувства.
- Мамин-Сибиряк написал «Сказку про Воробья Воробеича, Ерша Ершовича и весёлого трубочиста Яшу».
- Тоскующий воробей фигурирует в стихах Ибсена «Жизненные осложнения»[37].
- Воробей — персонаж басни Сергея Михалкова «Непьющий воробей».
- Константин Паустовский написал сказку «Растрёпанный воробей».
- «Воробей» — детский журнал, издававшийся Маршаком, у него же есть стихотворение «Воробей в зоопарке»
- Существует крылатое выражение «стреляный воробей», обозначающее опытного, бывалого человека.
- Киноперсонаж пират капитан Джек Спэрроу (Джек Воробей) заимствует своё прозвище у птицы; у Чарльза Буковски в «Макулатуре» есть персонаж Красный Воробей; персонаж по прозвищу Воробей есть в «Республике Шкид»; у А. Н. Толстого в «Мираже»; у Сергея Каледина в «Смиренном кладбище»; также называет одного из своих персонажей Синкен Хопп («Волшебный мелок»); Элеонора Раткевич («Рукоять меча»). Также Воробей — прозвище Воробьёва в к/ф «Девятая рота».
- Псевдоним-фамилия великой Эдит Пиаф означает на парижском арго «воробей».
- AIM-7 Sparrow (с англ. — «Воробей») — американская ракета класса «воздух-воздух».